# 이토 타카히로
이토 다카히로(일본어: 伊藤隆大, 1987년 6월 25일 ~ 2009년 3월 8일)는 일본의 텔레비전 배우이다.
2009년 3월 9일, 일본의 아사히 신문에 따르면, 이토는 3월 8일 오후 2시30분쯤 가나가와현 사가미하라시 사가미 호 부근의 한 석재 회사 주차장에 주차돼 있던 승용차 뒷자석에 기대어 숨진 채 발견돼 경찰에 신고되었다. 신고를 받은 츠쿠이 경찰서의 경찰이 도착했을 당시 그는 이미 사망한 상태였고 승용차 내부에서 가족 앞으로 된 편지가 발견돼 현지 경찰은 자살로 추정하고 있다.
또한 자살 또는 타살 여부에 대해 현재 조사중이다.

## 가족 관계
- 형 : 이토 아츠시

## 출연 방송 프로그램
출연 방송 프로그램은 대부분 후지 TV에서 출연한 프로그램이다.
- 2007년 : 갈릴레오
- 2006년 : 노다메 칸타빌레
- 2005년 : 전차남

## 출연 영화
- 용의자 X의 헌신 (2009)
- 회전하는 하늘 아래

## 같이 보기
- 안재환